# Irvingia gabonensis
Irvingia gabonensis (Aubry-Lecomte ex O’Rorke)  Baill.) – gatunek rośliny z rodziny irwingiowatych (Irvingiaceae). Występuje w Afryce Zachodniej i Afryce Centralnej.

## Morfologia
Drzewo o wysokości do 40 m. Pień smukły, do 1,5 m średnicy. Owoce wielkości kurzego jaja zawierają bogate w tłuszcze (ok. 60%) liścienie otoczone przestrzenią powietrzną.

## Zastosowanie
W Afryce miażdżone nasiona stanowią podstawę posiłków i dodatek do ryb. Tłuszcze tłoczone z nasion dają tzw. „masło cay-cay” o wszechstronnym zastosowaniu. Dodawane jest ono m.in. przy produkcji czekolady.
Owoce gatunku określane w ofercie handlowej mianem „afrykańskiego mango” wykorzystywane są w suplementacji diety, w celu obniżenia poziomu cholesterolu oraz redukcji poziomu tkanki tłuszczowej.
Według niektórych źródeł można oczekiwać, że wskutek miesięcznej kuracji stosowanej przez użytkownika cierpiącego na otyłość redukcja tkanki tłuszczowej wyniesie aż 5,5%. Do takich efektów doprowadziło badanie przeprowadzone w 2005 roku. Na ich podstawie wysnuto też wniosek, że tłuszcz redukowany przez afrykańskie mango pochodzi w większość z okolic pasa i bioder.
Badania udowadniają również spadek ciśnienia krwi oraz poziomu cholesterolu wynoszący nawet 44%. Efekt ten wynika z wysokiej zawartości włókna pokarmowego. Popularnie nazywany błonnikiem poprawia perystaltykę jelit i sprzyja dłuższemu poczuciu sytości.

### Skutki uboczne i kontrowersje
Pozytywne skutki zdrowotne, mimo pewnego odzwierciedlenia w badaniach, nadal budzą kontrowersje. Wynikają one przede wszystkim z małej ilości badań, na których można się oprzeć. Jest ich tylko dwa: z 2005 roku (przeprowadzone na 40 uczestnikach) oraz z 2009 (tu pacjentów było 102). Grupa ta jest zbyt mało reprezentatywna, aby uznać dane za potwierdzone. Badania nie uwzględniają również szeregu zmiennych, które mogły wpłynąć na ich wyniki, jak dieta podjęta w trakcie trwania badania czy różnice w stylu życia i wieku uczestników. Stosując mango afrykańskie należy również pamiętać o możliwych skutkach ubocznych: wzdęcia, ból głowy, problemy ze snem.